# Yves Simoneau
 (janvier 2024).
Pour les articles homonymes, voir Simoneau.
Yves Simoneau est un réalisateur, scénariste, producteur et monteur québécois, né le 28 octobre 1955 à Québec au Canada.

## Filmographie

### Comme réalisateur
- 1979 : Les Célébrations
- 1982 : Les Yeux rouges
- 1983 : Pourquoi l'étrange Monsieur Zolock s'intéressait-il tant à la bande dessinée? (en)
- 1986 : Pouvoir intime (Intimate Power)
- 1987 : Les Fous de Bassan (In the Shadow of the Wind)
- 1989 : Dans le ventre du dragon (In the Belly of the Dragon)
- 1990 : Perfectly Normal (en)
- 1992 : Memphis (TV)
- 1992 : Till Death Us Do Part (TV)
- 1992 : Doute cruel (en) (Cruel Doubt) (TV)
- 1994 : Mother's Boys
- 1994 : Amelia Earhart, le dernier vol (Amelia Earhart: The Final Flight) (TV)
- 1996 : Lonesome Dove : Les Jeunes Années (feuilleton TV)
- 1997 : Intensité : A la poursuite du tueur (en) (téléfilm)
- 1998 : Free Money
- 1999 : Chantage sans issue (36 Hours to Die) (TV)
- 2000 : Nuremberg (TV)
- 2001 : Ignition (en)
- 2001 : Les Nuits de l'étrange (série télévisée) (épisodes The Passenger List et Rest Stop)
- 2002 : Napoléon (feuilleton TV)
- 2003 : 44 Minutes de terreur
- 2004 : Les 4400 (série télévisée)
- 2006 : Marie-Antoinette (téléfilm)
- 2007 : Enterre mon cœur à Wounded Knee (Bury My Heart at Wounded Knee) (téléfilm)
- 2007 : Ruffian (en) (téléfilm)
- 2009 : V (série TV)
- 2009 : Assassin's Creed: Lineage
- 2010 : L'Appât
- 2010 : Matadors (TV)
- 2011 : Partners (TV)
- 2012 : Beauty and the Beast (TV)
- 2013 : Betty et Coretta (en) (TV)
- 2013 : Horizon (TV)
- 2015 : The Dovekeepers (mini-série TV)
- 2017 : The Brave (série télévisée)

### Comme scénariste
- 1979 : Les Célébrations
- 1982 : Les Yeux rouges
- 1986 : Pouvoir intime
- 1987 : Les Fous de Bassan
- 1989 : Dans le ventre du dragon

### Comme producteur
- 1989 : Dans le ventre du dragon
- 2003 : 44 Minutes de terreur (TV)

### Comme monteur
- 1979 : Les Célébrations

## Nominations
- 1987 : Ours d'or de Berlin au Festival international du film de Berlin : Les Fous de Bassan
- 1987 : Prix Génie de la meilleure réalisation : Pouvoir intime
- 1987 : Prix Génie du meilleur scénario avec Pierre Curzi : Pouvoir intime